# El Edén
Pueblo Edén, fundado como Villa de Mataojo de San Carlos, es una localidad uruguaya del departamento de Maldonado. Integra el municipio de San Carlos.

## Ubicación
La localidad se encuentra situada en la zona central del departamento de Maldonado, junto al arroyo Pintado, al oeste del arroyo Mataojo, y junto a la ruta 12.

## Población
Según el censo de 2011 la localidad contaba con una población de 85 habitantes.
| 89            | 24 | 25 | 52 | 43 | 85 |
| (Fuente: INE) |    |    |    |    |    |

## Historia de Pueblo Edén
Pueblo Edén se encuentra en el departamento de Maldonado junto al arroyo Pintado. Fue fundado como Villa de Mataojo el 8 de agosto de 1917 cuando Furtado Román fraccionó una parte de su campo para hacer nuevas parcelas.